# Gậy mục tử

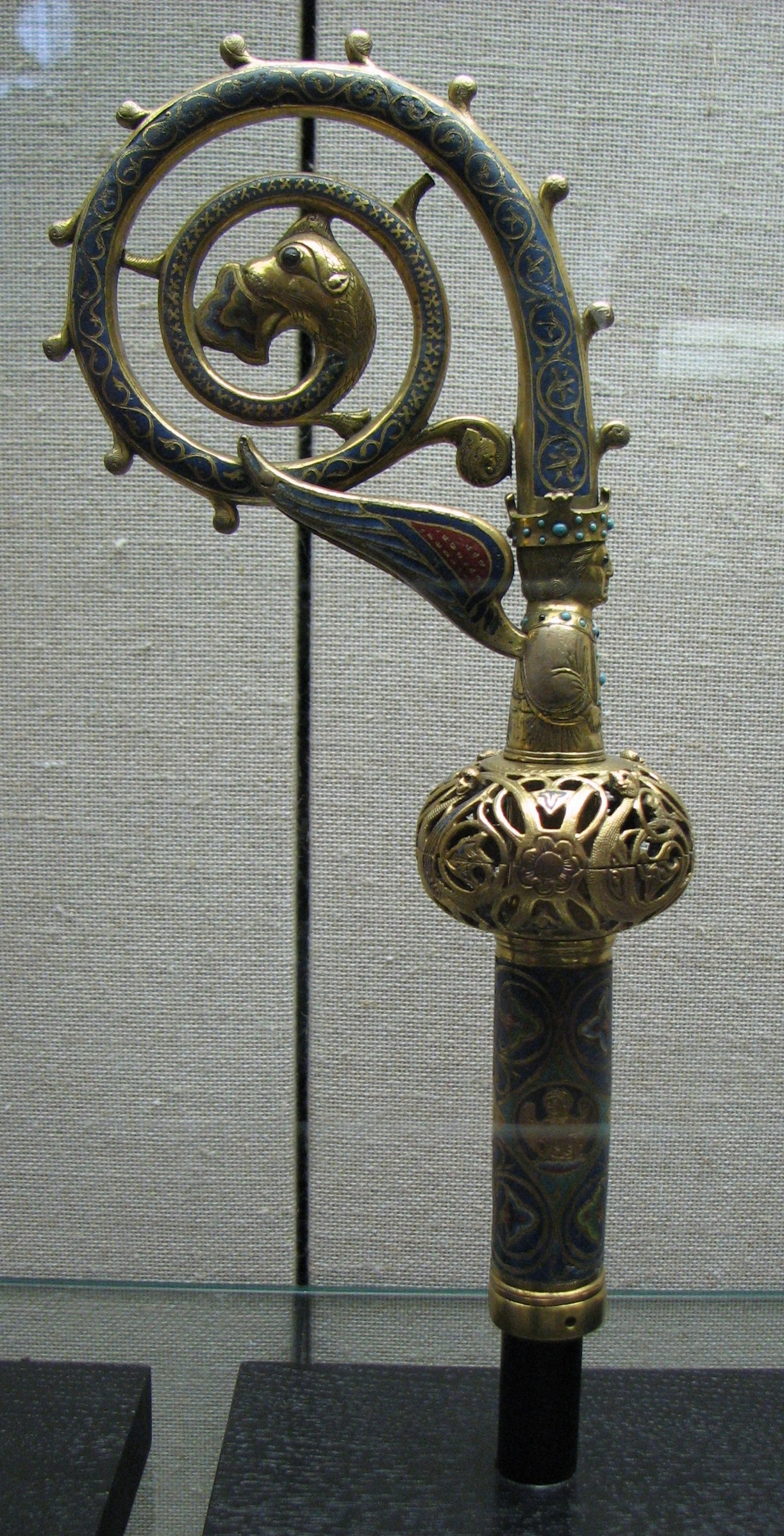
Đầu gậy mục tử của Tổng Giám mục Heinrich von Finstingen (1260–1286) trong Nhà thờ Trier, Đức

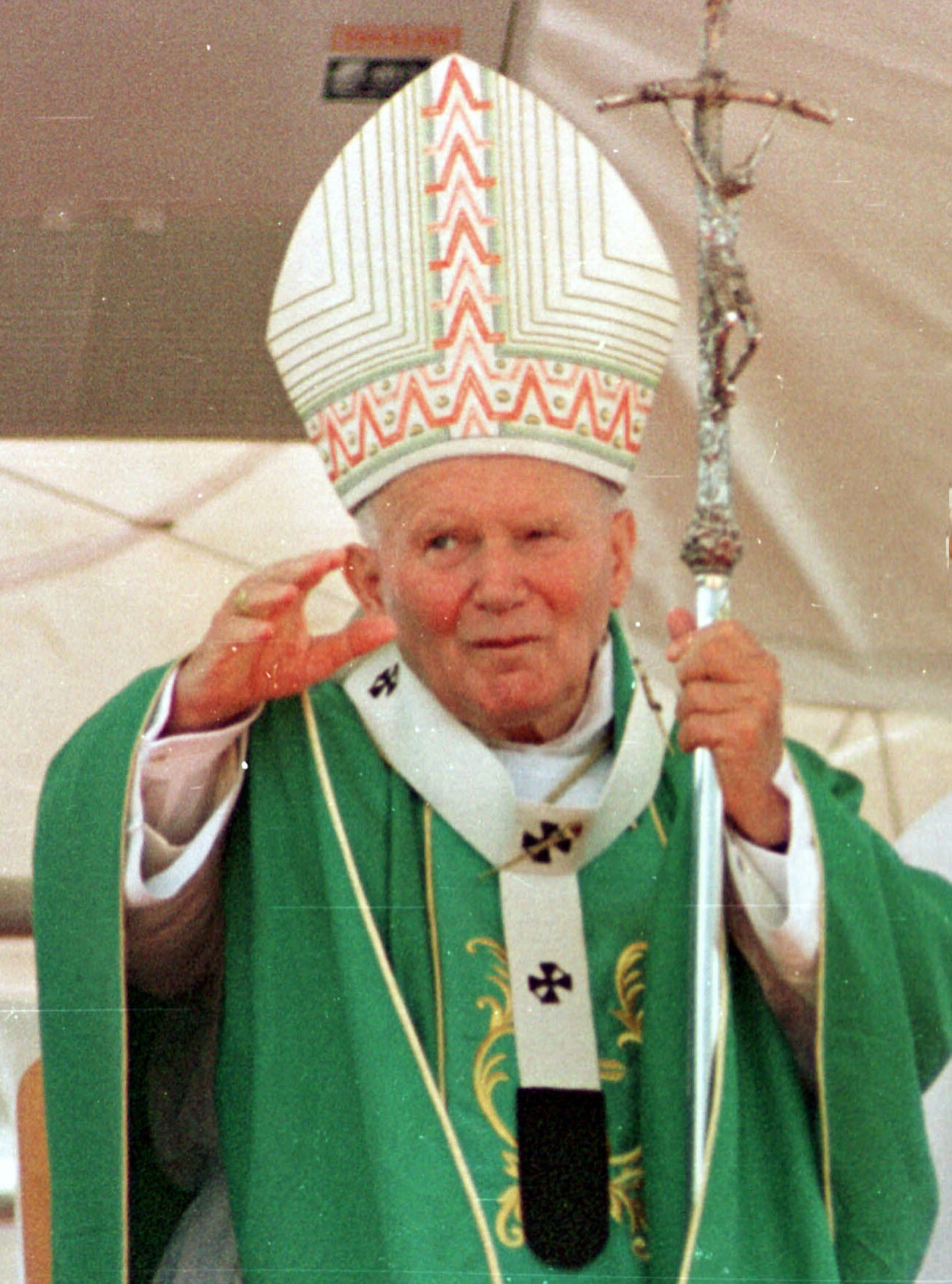
Giáo hoàng Gioan Phaolô II với chiếc gậy của mình

Gậy mục tử của là một chiếc gậy được các giáo sĩ mang chức thánh từ giám mục và viện phụ trở lên sử dụng, gậy mục tử của giáo hoàng là chiếc có hình dáng hoặc chất liệu khác nhau. Giáo hoàng không như các giám mục bình thường khác là dùng gậy mục tử quắn, mà chỉ dùng gậy mục tử thẳng. Tục lệ này có từ trước triều Giáo hoàng Innôcentê III (1198 – 1216) (cap. un. X de sacra unctione, I, 15).

## Ý nghĩa
Cây gậy này uốn cong lại phía đầu. Thời đầu, gậy của những người chăn chiên uốn cong lại phía đầu gậy, xẻ rãnh nhỏ để có thể hất tung đất đá tới những con cừu xa đàn, nó đã trở thành biểu tượng sự tỉnh thức của mục tử lo lắng canh giữ đàn chiên và dẫn chúng tới đồng cỏ màu mỡ. Ngày nay, gậy mục tử được trao cho giám mục trong lễ tấn phong, là biểu chương nhiệm mục tử, nhắc nhở các vị chu toàn sứ mệnh để phục vụ. Giám mục chỉ dùng gậy mục tử trong địa giới của mình. Khi có nhiều giám mục hiện diện trong một thánh lễ thì chỉ có giám mục chủ sự được cầm gậy. Thường thì giám mục cầm gậy, đầu cong quay về phía trước (phía dân chúng) khi đi kiệu, khi nghe đọc Phúc âm, khi giảng, khi nhận lời khấn, lời hứa, hoặc lời tuyên xưng đức tin, và khi làm phép, trừ khi phải đặt tay.
Về mặt biểu tượng, gậy nói lên nhiều điều. Vì đó là hình ảnh người chăn chiên vẫn còn lên núi xuống khe với chiếc gậy bao nhiêu thế kỷ không thay đổi. Gậy giúp mục tử đi đứng trên mọi địa hình, gậy giúp mục tử vươn tay ra hiệu cho đoàn chiên, gậy còn trở thành vũ khí cho mục tử trước những kẻ thù rình rập sát hại bầy đàn. Gậy bảo vệ, gậy canh gác, gậy dẫn đường, gậy sửa trị, gậy chống đỡ... Trong Thánh vịnh 22, Dân Chúa đã hát lên "cây roi cây gậy của Người dẫn đường, hồn tôi bước an lành".
Trước sự cải tổ công đồng Vatican việc sử dụng một cây gậy phép hay gậy mục tử hầu như không được biết trong những phụng vụ giáo hoàng. Điều này xảy ra là vì việc ấn định cây gậy mục tử cho một giám mục không phải bắt nguồn tại Roma nhưng có lẽ tại Tây Ban Nha trong thế kỷ thứ bảy, từ đó mới lan rộng tới phần còn lại châu Âu.

## Gậy của giáo hoàng
Các giáo hoàng không bao giờ chấp nhận việc sử dụng gậy này. Ngày nay nghi thức mới công nhận một giáo hoàng sẽ có dự liệu sự trao dây pallium và đeo nhẫn Ngư phủ, chứ không trao gậy mục tử. Trong những lý do viện dẫn cho sự thay đổi này trong Thời Trung Cổ là vì nó không thích hợp: sự trao gậy mục tử bao hàm sự tấn phong nhân danh một kẻ bề trên trong khi các giáo hoàng lãnh nhận quyền hành của mình bởi một mình Thiên Chúa.
Trong một số dịp hiếm có như mở cửa Đền Thánh Phêrô và cung hiến nhà thờ, các giáo hoàng sử dụng một cây gậy có thánh giá trên đầu gậy (ferula), và tập quán này đã được chấp nhận sau cuộc cải tổ phụng vụ dự liệu sự sử dụng thường hơn gậy mục tử trong các phụng vụ giáo hoàng.

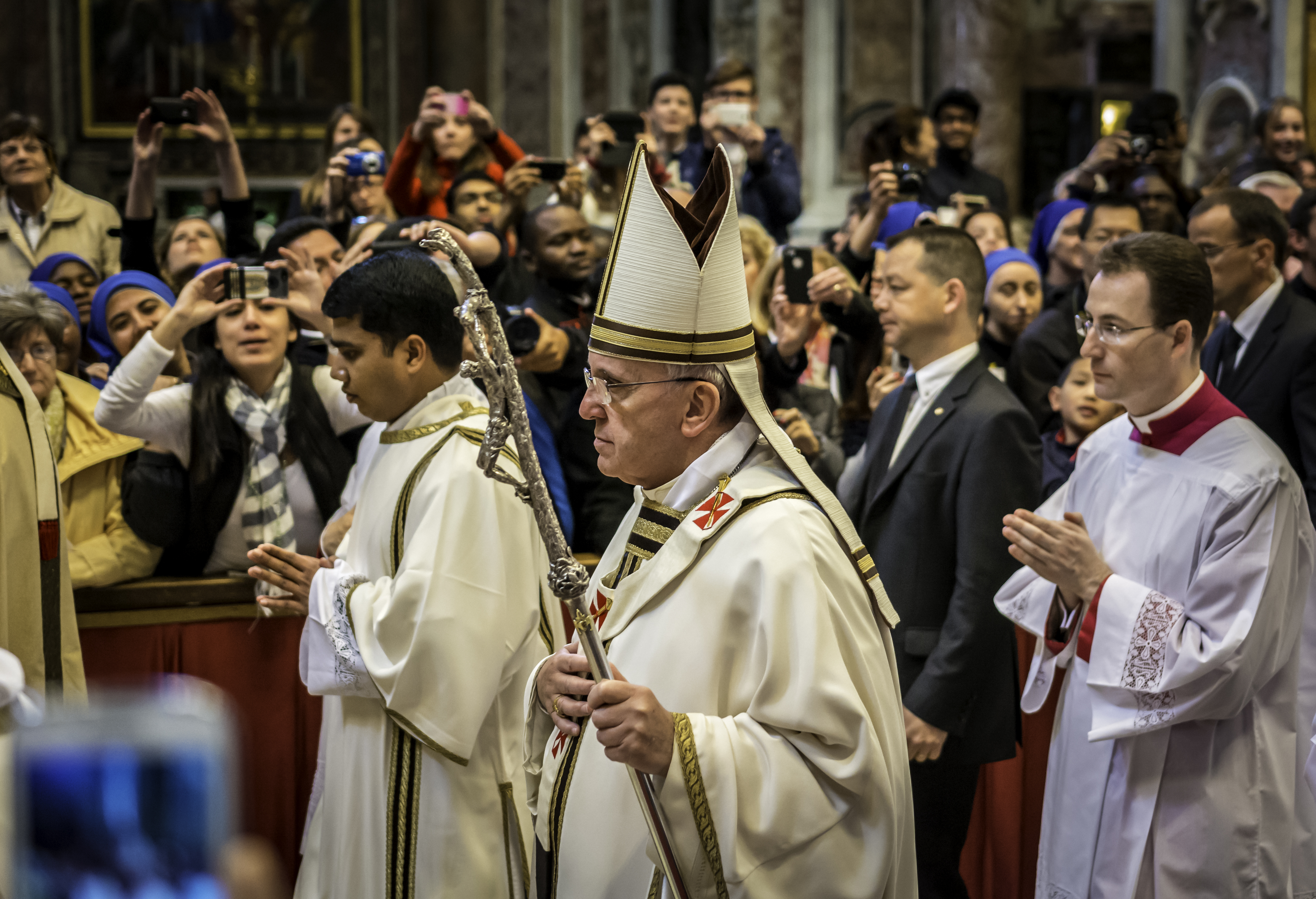
Giáo hoàng Phanxicô và gậy ferula Chịu nạn – cây gậy nổi tiếng của các vị tiền nhiệm

### Giáo hoàng Gioan Phaolô II
Cây gậy mục tử mà Giáo hoàng Gioan Phaolô II đã cầm đi khắp thế giới là cây gậy đầu tiên do Giáo hoàng Phaolô VI vẽ kiểu, ông là người sành và cổ võ về nghệ thuật thánh.

### Giáo hoàng Biển Đức XVI
Cây gậy Giáo hoàng Biển Đức XVI sử dụng có nguồn gốc từ Giáo hoàng Piô IX và xem ra nhẹ hơn nhiều. Đây là một điểm ưu thế, khi xem xét thời đại Biển Đức XVI. Không có luật riêng biệt nào bắt buộc giáo hoàng chọn một mẫu vẽ gậy này hơn gậy khác, và đó là hoàn toàn một vấn đề nhạy cảm nghệ thuật của giáo hoàng. Lý do có lẽ phù hợp nhất giải thích cho cây gậy của Giáo hoàng Biển Đức XVI là nó hợp với sở thích của ông hơn là một cây gậy khác.